# Kribiothauma pulchellum
Kribiothauma pulchellum är en tvåvingeart som beskrevs av Jean-Jacques Kieffer 1921. Kribiothauma pulchellum ingår i släktet Kribiothauma och familjen fjädermyggor. Inga underarter finns listade i Catalogue of Life.